# Faro de la Panela
El Faro de la Panela es un faro marítimo situado en el Río de la Plata, frente a Montevideo, Uruguay.  

## Construcción
Fue construido e iluminado en 1915. Su  estructura estaba compuesta por una torre de diecisiete metros de altura, cilíndrica y de metal sobre una base de hormigón y  granito. Esta estructura contaba con dos habitaciones para los fareros y la linterna superior. Tiempo después a su inauguración, un fuerte temporal destrozo gran parte de su estructura, quedando simplemente una estructura de 12 metros, la cual brinda un alcance luminoso de 9,8 millas náuticas. En la actualidad cuenta con una campana acústica para los días de niebla y se alimenta mediante energía solar.
El 10 de febrero de 2004, y con el código 2004-04-S, el Correo Uruguayo imprimó unos sellos valor $54 (pesos uruguayos), en homenaje a dicha construcción marina. 